# 74xx

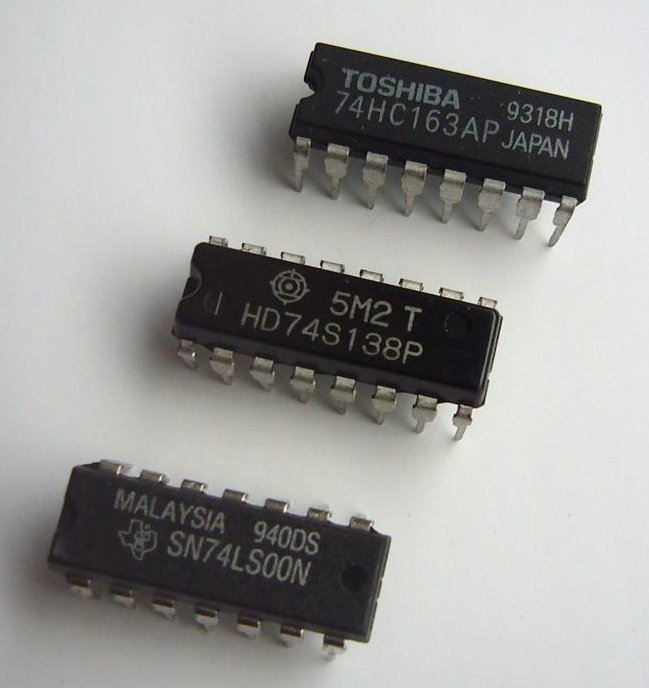
Einige 74xx-Chips im DIL-Gehäuse.

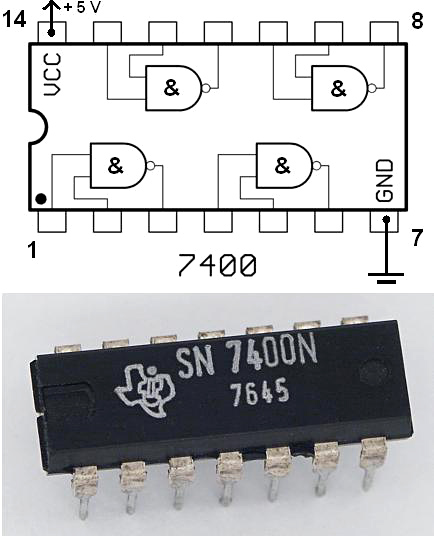
Anschlussbelegung (neuere amerikanische Symbole) und Bild des SN7400, eines Vierfach-NAND-Gatters mit jeweils zwei Eingängen.

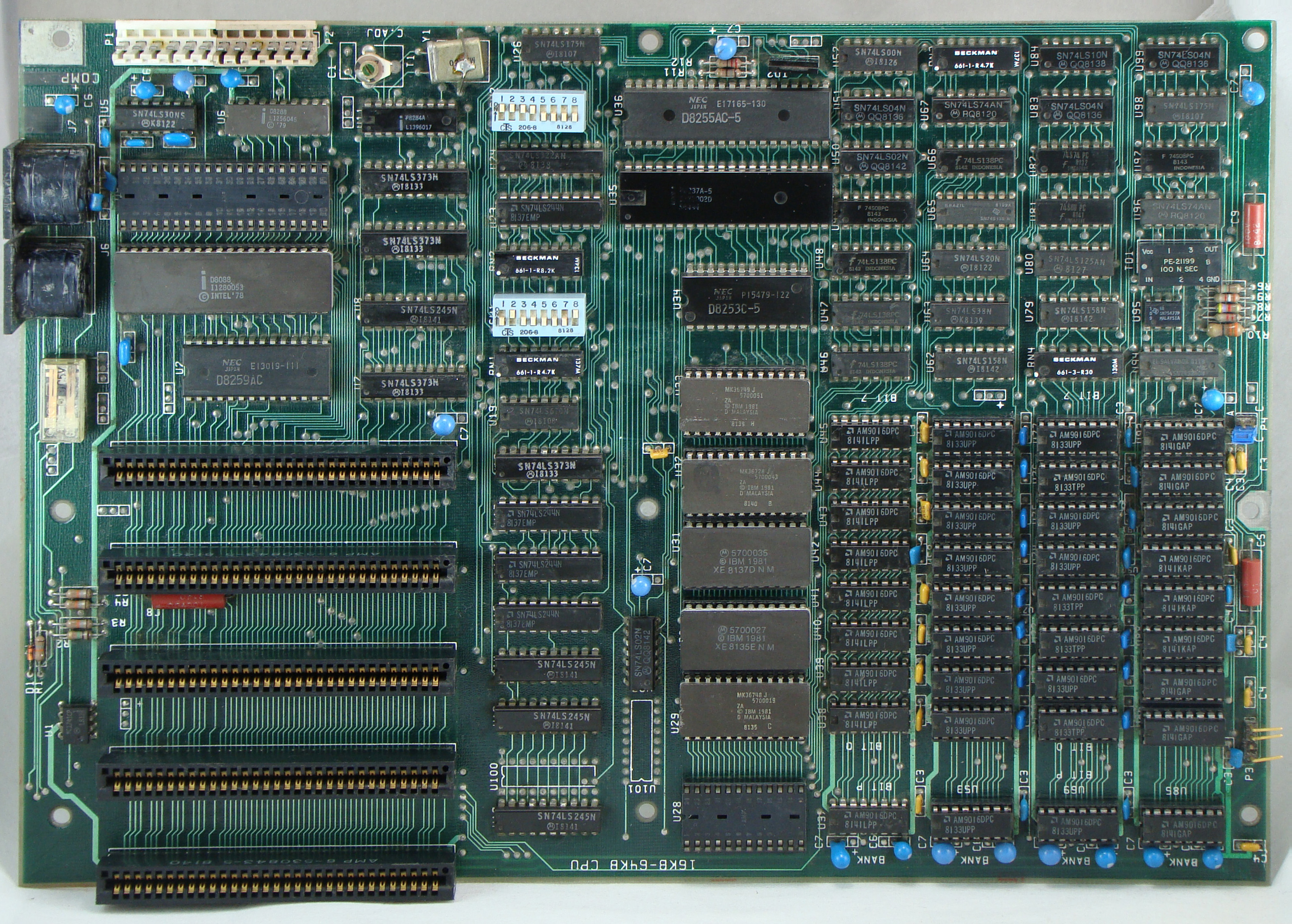
Hauptplatine des ersten IBM PC von 1981. Bis auf den Block aus 32 RAM-Speicherchips von AMD rechts unten sind fast alle ICs dieser Größe vom Typ 74LS.

Die 74xx-Chips sind eine Gruppe von integrierten Schaltkreisen (ICs) in der digitalen Elektronik. Die Nummern all dieser Schaltungen (Chips) beginnen mit den Ziffern „74“, daher der Name. Die einfachsten, als Erstes entwickelten Elektronikchips der Serie enthalten simple logische Grundfunktionen in der Form von Logikgattern (UND, ODER etc.), die anfangs als Transistor-Transistor-Logik realisiert wurden. In der späteren Entwicklung wurden dann auch Schaltungsfunktionen bis hin zu komplexen Rechenwerken in diesen Bauelementen integriert.

## Geschichte
Die Serie wurde in den 1960er Jahren entwickelt und 1966 als Nachfolger der 54xx-Serie (im Plastik- statt Keramikgehäuse) von Texas Instruments auf den Markt gebracht. Die ältesten Typen existieren seitdem funktional praktisch unverändert. Die Ziffernfolge mit vier bis sechs Stellen wird fortlaufend hochgezählt. Der bekannteste Vertreter ist der 7400, ein 4-fach-NAND-Gatter mit jeweils zwei Eingängen.
Mittlerweile wurden verschiedene 74xx-Logikfamilien entwickelt, die gegenüber dem Original vor allem in Geschwindigkeit und Stromverbrauch verbessert wurden. Sie werden durch zusätzliche Buchstaben (ein oder bis zu fünf Buchstaben) zwischen „74“ und „xx“ gekennzeichnet, beispielsweise 74LS00 (Low-Power-Schottky-TTL), 74S00 (Schottky-TTL), oder 74HC00 (High Speed CMOS). Die Original-Baureihe (ohne Zusatz-Buchstaben) hat heute stark an Bedeutung verloren und wird kaum noch eingesetzt. Die frühen Heim- und Personal Computer der 1970er und 1980er Jahre enthielten meist eine Vielzahl dieser Chips. Später wurden sie in der Computertechnik weitgehend von kundenspezifisch hergestellten, komplexen ICs (ASICs) verdrängt, die jeweils eine Vielzahl von 74xx-ICs ersetzen können.
In der Sowjetunion wurden von diversen Herstellern ab den späten 1960er-Jahren kompatible Bausteine als Serie К155 gefertigt, deren Pinabstand allerdings 2,5 statt 2,54 Millimeter betrug. Mit der Verfügbarkeit westlicher Bauteile nach dem Zerfall der Sowjetunion wurde die Fertigung eingestellt, bestimmte militärische Typen werden aber in Russland nach wie vor produziert.
In der DDR produzierte das Halbleiterwerk Frankfurt (Oder) unter der Bezeichnung D1xx kompatible ICs, wobei die letzten beiden Stellen meist der Nummer des westlichen Vergleichstyps entsprachen. Für den Export wurden diese auch als 74xx gekennzeichnet, jedoch ohne Präfix für den Hersteller.

## Gehäuse
Die meisten 74xx-Chips existieren als DIL-Gehäuse sowie als SMD-Bausteine in SMD-Gehäuseformen. Sie werden mit unterschiedlichen vorangestellten Kennbuchstaben von vielen Halbleiterherstellern angeboten. Weiterhin sind Logikbauelemente in einem DIL-Gehäuse aus Keramik erhältlich.

## Betriebsspannung
Die ursprünglichen Logikfamilien wurden mit einer Versorgungsspannung von 5,0 V betrieben. Als Weiterentwicklung von Logikfamilien in Richtung immer höherer Frequenzen wurde im gleichen Zusammenhang auch eine Reduzierung der Betriebsspannung auf beispielsweise 3,3 V oder 2,5 V vorgenommen. Zur Verschaltung von Logikfamilien mit unterschiedlichen Betriebsspannungen (zum Beispiel 3,3 V zu 5,0 V) wurden spezielle Logikfamilien entwickelt, die zu anderen Logikfamilien kompatible Logikpegel am Eingang und am Ausgang besitzen.

## Logikfamilien
Die ursprünglichen Logikfamilien wurden mit Bipolartransistoren realisiert. Im Laufe der Zeit sind dann Logikfamilien in der CMOS-Technologie und in der BiCMOS-Technologie (Kombination aus beiden) hinzugekommen. Logikfamilien auch für sehr hohe Taktfrequenzen sind inzwischen fast ausschließlich in der CMOS- oder BiCMOS-Technologie realisiert.
| Abkürzung | Bezeichnung                 | Beschreibung |
| --------- | --------------------------- | --- |
| Bipolar   |                             | |
| –         | Standard-TTL                | – |
| L         | Low power                   | Weiterentwicklung mit niedrigerem Leistungsbedarf; sehr langsam; veraltet und durch die LS-Serie ersetzt                                         |
| H         | High speed                  | Weiterentwicklung mit höherer Schaltgeschwindigkeit; veraltet und durch die S-Serie ersetzt; häufig eingesetzt in den Computern der 1970er-Jahre |
| S         | Schottky                    | Veraltet |
| LS        | Low Power Schottky          | |
| AS        | Advanced Schottky           | |
| ALS       | Advanced Low Power Schottky | |
| F         | Fast                        | Schneller als die S-Serie; vergleichbar mit der AS-Serie                                                                                         |
| CMOS      |                             | |
| C         | CMOS                        | Versorgungsspannung von 5 bis 15 V, ähnlich wie die 4000-Logikfamilie                                                                            |
| HC        | High speed CMOS             | Versorgungsspannung von 2 bis 6 V; ähnliche Geschwindigkeit wie LS 12 ns                                                                         |
| HCU       | High speed CMOS unbuffered  | Ähnlich HC nur ohne Pufferstufe am Ein- und Ausgang                                                                                              |
| HCT       | High speed                  | Zu TTL kompatibler Logikpegel, nur für 5 Volt geeignet                                                                                           |
| AC        | Advanced CMOS               | |
| ACT       | Advanced CMOS               | Zu TTL kompatibler Logikpegel |
| AHC       | Advanced High-Speed CMOS    | HC-Serie mit ca. 3-facher Geschwindigkeit |
| AHCT      | Advanced High-Speed CMOS    | Schnelle HC-Serie mit TTL-kompatiblen Logikpegeln                                                                                                |
| ALVC      | Low voltage                 | Niedrige Versorgungsspannung von 1,65 bis 3,6 V, Laufzeit 2 ns                                                                                   |
| AUC       | Low voltage                 | Niedrige Versorgungsspannung von 0,8 bis 2,7 V, Laufzeit kleiner 1,9 ns bei 1,8 V                                                                |
| FC        | Fast CMOS                   | Vergleichbar mit F |
| LCX       |                             | Versorgungsspannung 3,3 V; 5-V-tolerante Eingänge                                                                                                |
| LV        | Low voltage                 | Versorgungsspannung 2 bis 5,5 V |
| LVC       | Low voltage                 | Versorgungsspannung 1,65 bis 5,5 V; 5-V-tolerante Eingänge auch bei Versorgungsspannungen < 5 V                                                  |
| LVQ       | Low voltage                 | Versorgungsspannung 3,3 V |
| LVX       | Low voltage                 | Versorgungsspannung 3,3 V; 5-V-tolerante Eingänge                                                                                                |
| VHC       | Very High Speed CMOS        | Ähnlich wie S, aber in CMOS |
| CBT       |                             | Sehr schnelle CMOS-Familie für Anwendungen bis in den GHz-Bereich; Versorgungsspannung 5,0 V                                                     |
| CBTLV     | Low voltage                 | Sehr schnelle CMOS-Familie für Anwendungen bis in den GHz-Bereich, Versorgungsspannung 3,3 V                                                     |
| G         | Super high speeds           | Für Schaltfrequenzen bis zu 1 GHz, Versorgungsspannung 1,65 bis 3,3 V; 5-V-tolerante Eingänge                                                    |
| BiCMOS    |                             | |
| BCT       | BiCMOS                      | Zu TTL kompatibler Logikpegel, primär für Puffer verwendet                                                                                       |
| ABT       | Advanced BiCMOS             | Zu TTL kompatibler Logikpegel, schneller als ACT und BCT                                                                                         |
| ALB       | Advanced BiCMOS             | Schnelle BiCMOS-Technologie, Versorgungsspannung 3,3 V; primär für Puffer verwendet                                                              |
| ALVT      | Advanced BiCMOS Low voltage | Schnelle BiCMOS-Technologie, Versorgungsspannung 3,3 V; zusätzlich 5-V-tolerant; primär für Puffer verwendet                                     |
| LVT       | Advanced BiCMOS Low voltage | Schnelle BiCMOS-Technologie, Versorgungsspannung 3,3 V; zusätzlich 5-V-tolerant; primär für Puffer verwendet                                     |

## Schaltungsentwicklung

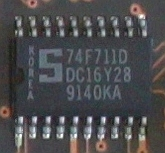
74F711D von Signetics, ein Fünffach-2-zu-1 Multiplexer in SMD-Bauweise, aus einem NeXTcube-Computer von 1990

In der Schaltungsentwicklung kann auf Logikfamilien mit einem geringen Stromverbrauch bei einer gleichzeitig hohen maximalen Schaltfrequenz zurückgegriffen werden, was früher nicht der Fall war. Häufig werden Logikfamilien mit 3,3 V oder 2,5 V statt 5 V eingesetzt, da andere Bauelemente, zum Beispiel PLDs, FPGAs, ASICs und Mikroprozessoren ebenfalls mit geringeren Versorgungsspannungen betrieben werden.
Es werden auch einzelne Gatterfunktionen oder einzelne Flipflops angeboten. Andererseits werden komplexere Logikbauelemente eingesetzt, die komplette Schaltungsfunktionen in einem Bauelement beinhalten oder es werden programmierbare Logikbauelemente (PLD- oder FPGA-Bauelemente) eingesetzt.
Üblicherweise werden die Logikbausteine in SMD-Gehäusen gefertigt. Die Kontaktabstände und Gehäusegrößen haben sich ständig verringert. Anwenderspezifische Logikfunktionen geringen Umfanges können dadurch nach wie vor mithilfe solcher Bausteine realisiert werden, wobei als Zusatznutzen das Verständnis für Reparatur und Ersatz erhalten bleibt.